# Tropidothrinax boliviensis
Tropidothrinax boliviensis är en tvåvingeart som beskrevs av Günther Enderlein 1942. Tropidothrinax boliviensis ingår i släktet Tropidothrinax och familjen Pyrgotidae.
Artens utbredningsområde är Bolivia. Inga underarter finns listade i Catalogue of Life.